# نیل گرفکاک
نیل گرفکاک (انگلیسی: Neil Grewcock؛ زادهٔ ۲۶ آوریل ۱۹۶۲) بازیکن فوتبال اهل بریتانیا است.
از باشگاه‌هایی که در آن بازی کرده‌است می‌توان به باشگاه فوتبال شپشد دینامو، باشگاه فوتبال گیلینگام، باشگاه فوتبال برنلی، و باشگاه فوتبال لستر سیتی اشاره کرد.